# Kavilo
Kavilo (v srbské cyrilici Кавило, maďarsky Rákóczitelep nebo Kavilló) je vesnice na severu Srbska. Administrativně spadá pod opštinu Bačka Topola, je její nejvýchodnější vesnicí. 
V obci vzniklo Vojvodinské farmářské divadlo, jehož vznik sahá do roku 1978.
V roce 2002 mělo podle sčítání lidu celkem 223 obyvatel. Většina obyvatel je maďarské národnosti.